# 歷史詩歌書
《希伯来圣经》內的歷史詩歌書包括：

## 历史书
- 《約書亞記》
- 《士師記》
- 《路得記》
- 《撒母耳記上》
- 《撒母耳記下》
- 《列王紀上》
- 《列王紀下》
- 《歷代志上》
- 《歷代志下》
- 《以斯拉記》
- 《尼希米記》
- 《以斯帖記》

## 诗歌智慧书
- 《詩篇》共150篇
- 《箴言》
- 《傳道書》作者：所罗门
- 《雅歌》作者：所罗门
- 《約伯記》作者：摩西？